# 鐵篸洲
鐵篸洲（英語：Tit Cham Chau），簡稱鐵篸，是香港昔日的一個島嶼，位於新界清水灣半島以南，將軍澳的東南部，地區行政上屬於西貢區。
鐵篸洲原為跟清水灣半島相連的連島沙洲，在將軍澳佛堂澳填海後已完成跟陸地連接起來，現時屬「將軍澳第137區」範圍。